# Abby Lockhart
Abigail "Abby" Lockhart är en fiktiv läkare i den amerikanska TV-serien Cityakuten. Hon är porträtterad av Maura Tierney från säsong 6 och framåt.
Abby har haft en svår barndom med en psykiskt sjuk mor och i sitt vuxna liv har även hennes bror blivit psykiskt sjuk. Från början var Abby medicinstuderande. På grund av ekonomiska problem och stress tvingades hon att lämna läkarstudierna och arbetade som sjuksköterska.
Senare i serien återvänder hon till läkarlinjen och blir en väldigt duktig läkare, hon är nu 3rd year resident. 
Hennes riktiga namn är Abigail Marjorie Wyczenski.
Hon hade under en tid ett seriöst förhållande med John Carter, men gifter sig med Luka Kovac i avsnittet I Don't 13.21 som ni kan se på TV3 till hösten. Abby har en son tillsammans med Luka Kovac som heter Joseph Kovac, han i avsnittet Bloodline som var säsongspremiär för säsong 13. Luka och Abbys son föds två och en halv månader för tidigt på grund av att Abby i samband med skottlossning på akuten ramlar och slår sin mage först i nåt metallbord sen ner på golvet och man tvingas genomföra ett kejsarsnitt. Under kejsarsnittet vägrade Abby's livmoder att sluta blöda, och läkaren tvingades att ta bort den, så Joe är det enda biologiska barnet Luka och Abby kommer att få. Innan hon träffade Luka var hon gift men sedan efter ett seriöst förhållande skildes dom, det var så hon fick efternamnet Lockhart. Hon var gravid innan med då gjorde hon abort.